# Ronde van de Algarve 2000
De Ronde van de Algarve 2000 (Portugees: Volta ao Algarve 2000) werd gehouden van 8 maart tot en met 12 maart in het zuiden van Portugal. Het was de 26ste editie van deze rittenkoers. De ronde wordt sinds 1960 georganiseerd. Titelverdediger was de Spanjaard  Melchor Mauri. Aan deze editie namen in totaal zeventien ploegen deel, waarvan tien Portugese.

## Klassementsleiders
| Etappe    | Algemeen     | Punten     | Berg        | Ploegen |
| 1         | Ángel Edo    | Nuño Marta | Pedro Lopes | Banesto |
| 2         | Ángel Edo    | Ángel Edo  | Pedro Lopes | Banesto |
| 3         | Ángel Edo    | Ángel Edo  | Pedro Lopes | Banesto |
| 4         | Michael Rich | Ángel Edo  | Pedro Lopes | Banesto |
| 5         | Alex Zülle   | Ángel Edo  | Pedro Lopes | Banesto |
| Eindstand | Alex Zülle   | Ángel Edo  | Pedro Lopes | Banesto |

## Etappe-uitslagen

### 1e etappe
| Tavira – Tavira (177,6 km) |                   |          |          |
| Plaats                     | Naam              | Ploeg    | Tijd     |
| Winnaar                    | Ángel Edo         | Maia-MSS | 4u31'28" |
| 2                          | Orlando Rodrigues | Banesto  | z.t.     |
| 3                          | Aljaksandr Oesaw  | Phonak   | z.t.     |

### 2e etappe
| Vila Real de Santo António – Castro Marim (175,7 km) |                        |                    |          |
| Plaats                                               | Naam                   | Ploeg              | Tijd     |
| Winnaar                                              | Aitor González Jiménez | Kelme-Costa Blanca | 4u17'19" |
| 2                                                    | Michael Rich           | Team Gerolsteiner  | +00' 43" |
| 3                                                    | Andrej Zintsjenko      | LA-Pecol-Calbrita  | z.t.     |

### 3e etappe
| Faro – Loulé (185,7 km) |                   |                        |          |
| Plaats                  | Naam              | Ploeg                  | Tijd     |
| Winnaar                 | Ángel Edo         | Maia-MSS               | 4u46'19" |
| 2                       | Sergej Smetanine  | Sport Lisboa e Benfica | z.t.     |
| 3                       | Orlando Rodrigues | Banesto                | z.t.     |

### 4e etappe
| Guia – Albufeira (individuele tijdrit over 12,8 km) |                   |                   |          |
| Plaats                                              | Naam              | Ploeg             | Tijd     |
| Winnaar                                             | Alex Zülle        | Banesto           | 0h15'45" |
| 2                                                   | Michael Rich      | Team Gerolsteiner | +00' 01" |
| 3                                                   | Andrej Zintsjenko | LA-Pecol-Calbrita | +00' 10" |

### 5e etappe
| Lagos – Fóia (140,7 km) |                 |                   |          |
| Plaats                  | Naam            | Ploeg             | Tijd     |
| Winnaar                 | José Azevedo    | Maia-MSS          | 3u27'32" |
| 2                       | Unai Etxebarria | Euskaltel-Euskadi | z.t.     |
| 3                       | Alex Zülle      | Banesto           | +00' 03" |

## Eindklassementen
| Plaats    | Naam                | Ploeg              | Tijd      |
| --------- | ------------------- | ------------------ | --------- |
| Gele trui | Alex Zülle          | Banesto            | 17u19'13" |
| 2         | José Azevedo        | Maia-MSS           | + 00' 07" |
| 3         | Andrej Zintsjenko   | LA-Pecol-Calbrita  | + 00' 14" |
| 4         | Unai Etxebarria     | Euskaltel-Euskadi  | + 00' 21" |
| 5         | Vitor-Manuel Gamito | Porta da Ravessa   | + 00' 44" |
| 6         | Eligio Dominguez    | Kelme-Costa Blanca | + 01' 18" |
| 7         | Gonçalo Amorim      | Maia-MSS           | + 01' 41" |
| 8         | Ivan Sastre         | Festina-Lotus      | + 02' 17" |
| 9         | Pedro Cardoso       | Maia-MSS           | + 02' 22" |
| 10        | Orlando Rodrigues   | Banesto            | + 02' 30" |

| Plaats      | Naam      | Ploeg    | Punten |
| ----------- | --------- | -------- | ------ |
| Groene trui | Ángel Edo | Maia-MSS |        |
| 2           |           |          |        |
| 3           |           |          |        |

| Plaats    | Naam        | Ploeg             | Punten |
| --------- | ----------- | ----------------- | ------ |
| Rode trui | Pedro Lopes | LA-Pecol-Calbrita |        |
| 2         |             |                   |        |
| 3         |             |                   |        |

1960 · 1961 · 1962-1976 · 1977 · 1978 · 1979 · 1980 · 1981 · 1982 · 1983 · 1984 · 1985 · 1986 · 1987 · 1988 · 1989 · 1990 · 1991 · 1992 · 1993 · 1994 · 1995 · 1996 · 1997 · 1998 · 1999 · 2000 · 2001 · 2002 · 2003 · 2004 · 2005 · 2006 · 2007 · 2008 · 2009 · 2010 · 2011 · 2012 · 2013 · 2014 · 2015 · 2016 · 2017 · 2018 · 2019 · 2020 · 2021 · 2022 · 2023 · 2024 · 2025